# Orit Nahmias

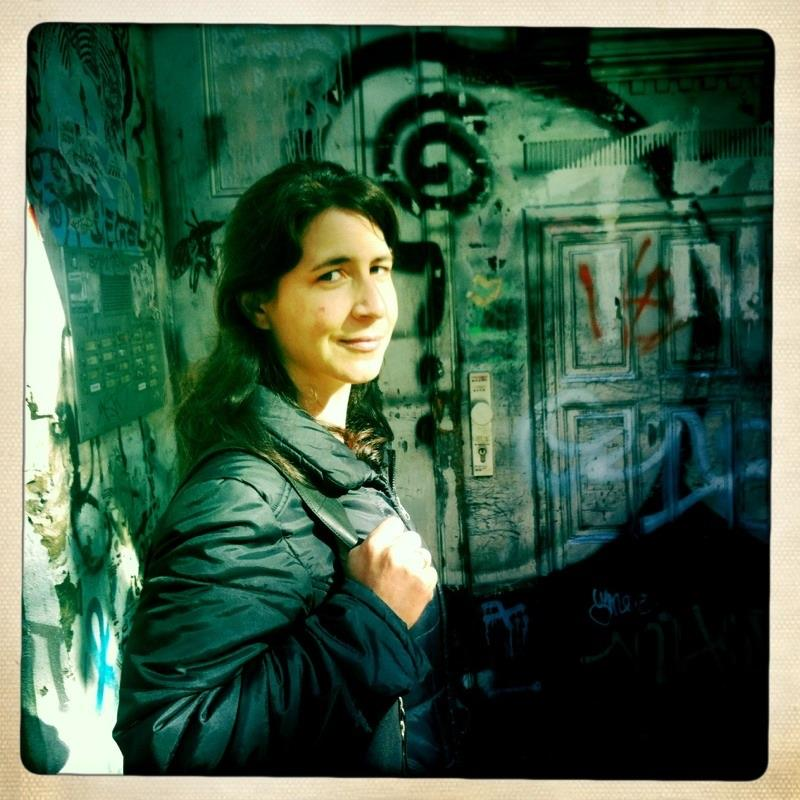
Orit Nahmias, September 2012

Orit Nahmias (Ivrit אורית נחמיאס), (* 1977 in Jerusalem) ist eine israelische Schauspielerin, Dramen- und Drehbuchautorin, die seit 2012 in Berlin lebt. Seit der Spielzeit 2015/2016 ist sie Mitglied des Ensembles des Maxim-Gorki-Theaters und arbeitet häufig mit der Regisseurin Yael Ronen zusammen, die ihre Stücke zusammen mit den Schauspielern entwickelt. Als Darstellerin und Mitautorin von Common Ground und The Situation wurde Orit Nahmias 2015 und 2016 zum Berliner Theatertreffen eingeladen.

## Leben und Wirken
Orit Nahmias wurde 1977 in Jerusalem geboren und absolvierte ihre Schauspielausbildung am Seminar Hakibbutzim College of Education in Tel Aviv. Seit 2012 lebt und arbeitet Orit Nahmias in Berlin.
Orit Nahmias ist eine der wenigen Schauspielerinnen, die auf einer deutschen Bühne fast nur Englisch sprechen. Anfangs lag das an ihren mangelnden Deutschkenntnissen. Es bringt aber im Maxim-Gorki-Theater wegen der Übertitelungen keine Verständnisschwierigkeiten mit sich. Ihre erste rein deutschsprachige Rolle hatte sie in Feinde – die Geschichte einer Liebe nach dem Roman von Isaac Bashevis Singer. Dort wurde sie von Yael Ronen „gegen den Herkunftsstrich“ eingesetzt: Sie spielte mit blonder Gretchen-Flechtfrisur die polnische Nicht-Jüdin Yadwiga.
Seit 2009 war Orit Nahmias mit der Theatergruppe der israelischen Regisseurin Yael Ronen, die sie vom Studium her kannte, mit mehreren Produktionen in der Schaubühne zu sehen. Im Herbst 2013 wurde Yael Ronen Hausregisseurin am Maxim-Gorki-Theater, und seitdem war Nahmias dort dauerhafte Gastschauspielerin. Seit der Spielzeit 2015/2016 ist sie Mitglied im Ensemble des Maxim-Gorki-Theaters. Sie war dort bisher in nahezu allen Produktionen von Yael Ronen vertreten und wird als Alter Ego der Regisseurin gesehen.
2013 drehte sie zusammen mit ihrer Schulfreundin Dalia Castel, die inzwischen auch in Berlin lebte, den Dokumentarfilm Jerusalem for Cowards – Jerusalem für Feiglinge.
Die Bandbreite ihrer Rollen ist groß: In Der Russe ist einer, der Birken liebt spielte sie 2013 eine lesbische Fotografin in Israel, in dem vielfach ausgezeichneten Stück Common Ground ist sie als Israelin „eine selbstironische Expertin für unlösbare politische und ethnische Konflikte“. In Erotic Crisis stellt sie eine Frau dar, die darunter leidet, dass ihr Partner keine Lust mehr auf Sex mit ihr hat. Ihre Rolle in ihrer selbst konzipierten Stand-Up-Show Oritsy – Eine junge Mutter sagt die Wahrheit entsprang dem Wunsch, endlich einmal nicht als Israelin, als Jüdin auf der Bühne stehen, sondern als Sexsymbol.

## Werke
- Why Me? (Drama), Regie: Karin Sigal[6]
- 2011: Jerusalem for Cowards, (Dokumentarfilm), mit Dalia Castel, Drehbuch[7]
- 2014: Oritsy – Eine junge Mutter sagt die Wahrheit / The Best and the Worst. Stand-Up-Show[8][9]
- 2017: Jilet Ayşe und Orit Nahmias. Maxim Gorki Theater, Berlin[10]

## Filmografie (Auswahl)
- 2021: Polizeiruf 110: Hermann
- 2023: Doppelhaushälfte (Fernsehserie)

## Rollen (Auswahl)
- Taxi, Israel
- Revizor, israelisches Nationaltheater Habima, Tel Aviv, Israel.[6]
- Reluctant Heroes, Theater Haifa, Israel.[6]
- 2009: Third Generation/Dritte Generation von Yael Ronen und Ensemble, Koproduktion der Schaubühne am Lehniner Platz, Berlin, und des Israelischen Nationaltheaters Habimah, Tel Aviv; Uraufführung beim Festival Theater der Welt in Halle, Auftragswerk für dieses Festival; zahlreiche Gastspiele, Regie: Yael Ronen.[11]
- 2011: The Day Before the Last Day von Yael Ronen, Koproduktion der Schaubühne am Lehniner Platz, Berlin, und des Israelischen Nationaltheaters Habimah, Tel Aviv, Uraufführung, Regie: Yael Ronen.[12]
- 2013: Der Russe ist einer, der Birken liebt von Olga Grjasnowa, Maxim-Gorki-Theater, Berlin, Regie: Yael Ronen, Uraufführung.[13]
- 2013:  La dernière crise – Frauen am Rande der Komik von und mit Lony Ackermann, Anika Baumann, Karla Nina Diedrich, Ursula Renneke, Maiden Monsters, Orit Nahmias, Bärbel Schwarz, Vanessa Stern, Laura Tratnik, Sophiensæle, Berlin. La dernière crise – Frauen am Rande der Komik. In: sophiensaele.com. Abgerufen am 3. Oktober 2016.
- 2014: Common Ground von Yael Ronen und Company, Maxim-Gorki-Theater, Berlin, Regie: Yael Ronen.[14]
- 2014: Rolle der Maya in Erotic Crisis von Yael Ronen und Company,  Maxim-Gorki-Theater, Berlin, Regie: Yael Ronen.[15]
- 2014/2015: Berlin Harlekin, Spielfilm, Regie: Mateja Meded[16]
- 2015: In unserem Namen, Textfassung von Sebastian Nübling, Ludwig Haugk, Julia Pustet. Unter Verwendung von Aischylos’ Die Schutzflehenden, Elfriede Jelineks Die Schutzbefohlenen, der 42. Sitzung des Innenausschusses des Deutschen Bundestages sowie Originalbeiträgen der Schauspieler,  Maxim-Gorki-Theater, Berlin.[17]
- 2015: Rolle der Noa in The Situation von Yael Ronen und Ensemble,  Maxim-Gorki-Theater, Berlin, Regie: Yael Ronen.[18]
- 2016: Rolle der Yadwiga in Feinde – die Geschichte einer Liebe, von Isaac Bashevis Singer, Maxim-Gorki-Theater, Berlin, Regie: Yael Ronen.[19]
- 2016: Rolle der Dorit in Denial von Yael Ronen und Ensemble,  Maxim-Gorki-Theater, Berlin, Regie: Yael Ronen.[20]
- 2016: Oritsy & Friends. Jerusalem for Cowards // stagediving. Stand-Up-Show mit Orit Nahmias, Bettina Lamprecht und Moritz Sauer.[21]
- 2017: Ödipus und Antigone, Maxim-Gorki-Theater, Berlin, Regie: Ersan Mondtag[22]
- 2017: Verräter, Maxim-Gorki-Theater, Berlin, Regie: Falk Richter[23]
- 2019: Rewitching Europe, Maxim-Gorki-Theater, Berlin, von Yael Ronen und Ensemble[24]

## Auszeichnungen (Auswahl)
- 2008: Israeli Teatro Neto Festival, für Orit Nahmias' Drama Why Me?[1]
- 2010 Auszeichnung der Zeitschrift Theater heute: Ausländisches Stück des Jahres für das Stück Dritte Generation von Yael Ronen und Ensemble, Schaubühne am Lehniner Platz.
- 2014: Preis der Autorenstiftung, Autorenstiftung, Frankfurt am Main, für Orit Nahmias' Dokumentarfilm Jerusalem for Cowards[25][26]
- 2015: Bester Spielfilm, Berliner Independent Filmfestival Boddinale, für den Dokumentarfilm Jerusalem for Cowards[25][27][28]
- Mai 2015 Einladung des Stücks Common Ground von Yael Ronen und Ensemble, Maxim-Gorki-Theater zum Berliner Theatertreffen 2015.
- 2016: Einladung zum Berliner Theatertreffen und zu den Mülheimer Theatertagen als Darstellerin und Mitautorin des Stücks The Situation, Maxim-Gorki-Theater, von Yael Ronen und Ensemble[1]

## Rezeption
In einem Beitrag des Goetheinstituts wurden die „brillanten, treffenden und scharfsinnigen Monologe“ von Orit Nahmias in In unserem Namen gelobt. Die Schauspielerin hat die Texte selbst geschrieben und damit die für sie vorgesehene Rolle mit Unterstützung des Regisseurs umgestaltet: Geplant war, dass sie Texte aus einer Bundestagssitzung vortragen solle. Da sie diese unverständlich fand, machte sie mit ihren eigenen Worten daraus „die Rolle eines Beobachters, der das Geschehen auf der Bühne aus der Perspektive seines eigenen gesunden Menschenverstandes kommentiert.“